# Dionysis Savvopoulos

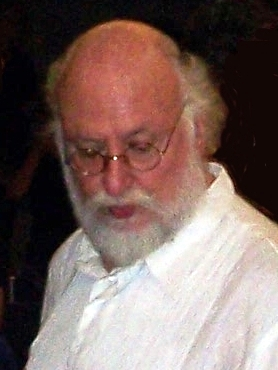
Dionysis Savvopoulos (2007)

Dionysis Savvopoulos (griechisch Διονύσης Σαββόπουλος, * 2. Dezember 1944 in Thessaloniki) ist ein griechischer Komponist, Musiker und Sänger.
Savvopoulos ist bekannt für das Verbinden unterschiedlicher Musikstile. Einerseits verbindet er Rembetiko mit westlichen Liedformen, andererseits auch griechische (makedonische) Volksmusik mit Elementen US-amerikanischer Musiker wie Bob Dylan und Frank Zappa. Wegen seiner markanten Stimme wurde er mit Bob Dylan verglichen. Er schreibt aber auch Musik für Fernsehen, Film und Theater. Die meisten seiner Lieder schreibt er selbst, sowohl Texte als auch Musik. Mit vielen bekannten Musikern, wie Eleftheria Arvanitaki, Alkinoos Ioannidis, Melina Kana und Nikos Papazoglou, hat er zusammengearbeitet.

## Werdegang
1963 ging er nach Athen, unterbrach sein Jurastudium zugunsten einer Musikkarriere und trat in Nachtclubs auf. Er wurde für die junge oppositionelle Generation bald zur Kultfigur. Seine politisch geprägten Liedtexte wurden zensiert und er wurde wegen seiner politischen Überzeugung 1967 inhaftiert, was seine Popularität steigerte. Das Album „Ballos“ (Μπάλλος) enthält eine griechische Interpretation von Bob Dylans „All Along the Watchtower“ mit dem Titel „O Paliatsos ki o Listis“ (Ο παλιάτσος κι ο ληστής). Das Album „Vromiko Psomi“ (Βρώμικο Ψωμί / Schmutziges Brot) ist wegen seiner kritischen Texte und der Verbindung von griechischer Musik mit zappaähnlicher Musik ebenfalls ein Klassiker. Für zwei Jahre, bis 1974, arbeitete Pavlos Sidiropoulos mit Savvopoulos Gruppe „Μπουρμπούλια“ (Bourboulia) zusammen. Das Album „Ο Ντάμης ο Ληστής“ (O Damis o Listis) entstand, das nach der Militärdiktatur unter dem Titel „Ο Ντάμης ο Σκληρός“ (O Damis o Skliros) erschien. 1977 setzte sich Dionysis Savvopoulos für die Freilassung von inhaftierten Schriftstellern und Künstlern, darunter Sidiropoulos ein. Dem am 14. August 1996 in der zyprischen UN Pufferzone von türkischen Soldaten erschossenen Zyprer Solomos Solomou widmete er „Odi sto Georgio Karaiskaki“.
Bei der Schlussfeier der Olympischen Sommerspiele 2004 in Athen war er der musikalische Leiter.

## Diskografie

### Alben (Auswahl)
- 1966: Fortigo (Φορτηγό)
- 1970: To Perivoli Tou Trelou (Το περιβόλι του τρελού / Garden of the Fool)
- 1971: Vromiko Psomi (Βρώμικο ψωμί)
- 1972: Ballos (Μπάλλος)
- 1975: Deka Hronia Komatia (Δέκα χρόνια κομμάτια)
- 1976: Happy day (Haroumeni Imera) (Filmmusik zu Pantelis Voulgaris Film)
- 1977: O Aristofanis pou gyrise apo ta Thimarakia (Αχαρνής, Ο Αριστοφάνης που γύρισε από τα θυμαράκια) (mit Nikos Papazoglou)
- 1979: Reserva (Η ρεζέρβα)
- 1983: Trapezakia Exo (Τραπεζάκια έξω) (mit Eleftheria Arvanitaki)
- 1988: O Kyrios Savvopoulos eyharistei ton K. Hatzidaki kai tharthi oposdipote (Ο κ. Σαββόπουλος ευχαριστεί τον κ. Χατζιδάκι και θα'ρθη οπωσδήποτε)
- 1989: To Kourema (Το κούρεμα) (mit Eleftheria Arvanitaki)
- 1989: Sito to Elliniko Tragoudi (Ζήτω το Ελληνικό τραγούδι) (mit Eleftheria Arvanitaki)
- 1990: Anadromi (Αναδρομή 63-89)
- 1994: Mi petaxeis tipota (Μη πετάξεις τίποτα)
- 1996: Odyssevach (Οδυσσέβαχ)
- 1996: O Savvopoulos prin to Fortigo (Ο Σαββόπουλος πριν το Φορτηγό)
- 1996: Parartima A (Παράρτημα Α') Eleftheria Arvanitaki
- 1997: To Xenodochio (Το ξενοδοχείο)
- 1997: Katagrafes (Καταγραφές)
- 1997: O Savvopoulos stin Lyra (Ο Σαββόπουλος στην Λύρα)
- 1998: Tragoudia egrapsa gia Filous (Τραγούδια έγραψα για φίλους - Tribute στον Διονύση Σαββόπουλο)
- 1999: O Chronopios (Ο χρονοποιός)
- 2001: Savvorama (Σαββόραμα) u. a. (mit Melina Kana, Nikos Papazoglou und Alkinoos Ioannidis)

### Singles (Auswahl)
- 1966: Mi Milas Allo Gi' Agapi
- 1972: Zeimpekiko (mit Sotiria Bellou)
- 1983: As Kratisoun Oi Horoi
- 1999: Sou Milo Kai Kokkinizeis
- 2008: O Fortino Samano (mit Thanasis Papakonstantinou)
- 2023: Zeimpekiko II (mit Sotiria Bellou, Marina Satti & Mikros Kleftis)